# TVzavr.ru
tvzavr.ru (ООО «ТиВиЗавр») — интернет-кинотеатр, предоставлявший посетителям возможность бесплатного просмотра в режиме VoD лицензионного видеоконтента. Проект был запущен 5 апреля 2010 года. Прекратил работу 10 июня 2021 года. В 2023 году сайт вновь заработал, изначально про кино. С 2025 года TVzavr переориентировался на IPTV (онлайн-ТВ).

## Контент
На сайте размещены художественные фильмы, сериалы отечественного и зарубежного производства, а также обучающие программы для детей и взрослых, видеоклипы, мультфильмы и детские фильмы, общей продолжительностью свыше 10 000 часов. На tvzavr.ru представлена обширная коллекция фестивального, артхаус и авторского кино. Широко представлены картины таких известных режиссёров как: Этторе Скола, Микеланджело Антониони, Дэвид Линч, Педро Альмодовар, Федерико Феллини, Вонг Карвай, Ларс фон Триер и многих других. Весь контент размещен легально на основании договоров с правообладателями.
Большая часть контента была доступна для бесплатного просмотра.
Также была реализована модель «по подписке» — tvzavr+. Фильмы и сериалы этого каталога показывались без рекламы. Основной источник монетизации интернет-кинотеатра — видеореклама, которая демонстрировалась перед фильмом, во время фильма, после него, во время нажатия на паузу.

## Партнеры
Партнерами tvzavr.ru являются следующие российские и зарубежные правообладатели и дистрибьюторы контента: кинокомпании Централ Партнершип, Парадиз, Star Media (Стар Медиа), Beta Film, Maywin Films AB, Lakeshore, Power Corporation, Appolo Films, Mondo TV, Анимаккорд, Группа компаний «Рики» (Смешарики), КиноАтис, Ленфильм, Рок (студия Алексея Учителя).
Команда проекта tvzavr.ru осуществляет интеграции с другими ресурсами и локализует трафик в регионах. Для обеспечения качества видеокартинки организована собственная сеть по доставке видеоконтента (Content Delivery Network или CDN). Среди партнеров видеосервиса: ЦентрТелеком, Сибирьтелеком, Южная телекоммуникационная компания, Уфанет, Таттелеком.

## Распространение и развитие
- Проект tvzavr позволял бесплатно смотреть онлайн лицензионные фильмы в хорошем качестве на мобильных устройствах, предлагая приложения для систем iOS и Android. Также пользовалось популярностью приложения для Smart TV — Samsung, Panasonic, Sony, LG и Philips.
- Сайты-партнеры могли получить <iframe>-модуль от tvzavr, для встраивания оного на страницы своего портала.
- Велась работа над установкой приложений tvzavr на медиа-плееры и ТВ-приставки (приостановили в 2021 из-за закрытия TVzavr).
- Приложение от tvzavr.ru размещено в социальной сети «Гайдпарк».
- ООО «Тивизавр» получило пять исков на общую сумму 39,7 млн рублей. В прошлом году — иски на сумму 70,2 млн рублей. Общая задолженность видеосервиса перед партнерами составляет более 100 млн руб. В прошлом году основной владелец Tvzavr Руслан Кафтанатий вёл переговоры с потенциальными инвесторами по поводу выкупа платформы. Сделка активно обсуждалась с «Триколором», но соглашение так и не было заключено.

## Закрытие
10 июня 2021 года онлайн-кинотеатр tvzavr.ru прекратил предоставление услуг. Сайт компании не работает, на телефон в офисе не отвечают, работники покинули компанию. Этому предшествовали многочисленные иски о признании компании банкротом и попытки владельцев продать онлайн-кинотеатр. Собеседник, близкий к руководству Tvzavr, сообщил, что возможной причиной могло стать отключение компании от сетевой инфраструктуры «МегаФона» за неуплату.
В 2023 году сайт TVzavr возобновил свою работу под тем же адресом tvzavr.ru, но уже как сайт о кино (не онлайн-кинотеатр), позже в 2025 году переориентировался на сервис для просмотра телеканалов (IPTV). Сейчас сайт принадлежит другому владельцу.